# كريف إنترتينمنت
كرايف إنترتنمنت (بالإنجليزية: Crave Entertainment)‏ ، هي شركة ألعاب فدييو أمريكية سابقة أسست سنة 1997م وأعلنت حلها سنة 2012م ، وكانت الشركة تدعم لتطوير وصناعة ألعاب الفيديو لأنظمة التشغيل المختلفة والتي منها نينتندو 64 وبلاي ستيشن 3 وإكس بوكس ونينتندو وي وغيرها.